# UFC 253
UFC 253 var en MMA-gala anordnad av UFC. Den ägde rum 27 september 2020 på Fight Island i Abu Dhabi, Förenade Arabemiraten.

## Bakgrund
Huvudmatchen var en titelmatch om mellanviktstiteln mellan regerande mästaren Israel Adesanya och utmanaren Paulo Costa.
De två skulle ha mötts vid UFC 248 men Costa tvingades då dra sig ur på grund av skada och Adesanya försvarade istället titeln mot Yoel Romero.
Eftersom galan gick inför tomma läktare kunde UFC anpassa tiderna efter nordamerikanska tittare. Därför började galan tidigt på morgonen 27 september. Det tidiga underkortet började 02:30 lokal tid (UTC +4) och huvudkortet 06:00.

## Ändringar
Cláudia Gadelha skulle ha mött Xiaonan Yan i stråvikt, men Gadelha skadade knät och tvingades dra sig ur matchen. Deras möte har istället senarelagts till 11 september.
Marion Reneau var planerad att möta Ketlen Vieira i bantamvikt, men 16 september drog sig Reneau ur på grund av skada och ersattes av Sijara Eubanks.
Nate Landwehr var tänkt att möta Shane Young i fjädervikt, men Landwehr testade positivt för covid-19 och ersattes av UFC-nykomlingen Ludovit Klein.

### Invägning
Vid invägningen strömmad via Youtube vägde utövarna följande:
1. ↑  Klein missade vikten och fick böta en okänd procent av sin purse till Young[11]
2. ↑  Tuchugov missade vikten och fick böta en okänd procent av sin purse till Dawodu[11]

## Resultat
1. ↑  För den vakanta lätt tungviktstiteln
2. ↑  Mellanviktsitelmatch

### Bonusar
Följande MMA-utövare fick bonusar om 50 000 USD vardera:
- Fight of the Night: Brandon Royval vs. Kai Kara-France
- Performance of the Night: Israel Adesanya och Jan Błachowicz